# Колонія (Понпеї)
Колонія (англ. Kolonia) — адміністративний центр штату Понпеї, одного з штатів Федеративних Штатів Мікронезії. Розташоване на острові Понпеї. Чисельність населення — 6 тисяч осіб (2004). Аеропорт. Громадський коледж Мікронезії.
До 1989 року Колонія була столицею держави, потім столицею став Палікір.

## Клімат
Місто знаходиться у зоні, котра характеризується вологим тропічним кліматом. Найтепліший місяць — лютий із середньою температурою 27.8 °C (82 °F). Найхолодніший місяць — січень, із середньою температурою 27.2 °С (81 °F).
| Клімат Колонії          | Клімат Колонії | Клімат Колонії | Клімат Колонії | Клімат Колонії | Клімат Колонії | Клімат Колонії | Клімат Колонії | Клімат Колонії | Клімат Колонії | Клімат Колонії | Клімат Колонії | Клімат Колонії | Клімат Колонії |
| Показник                | Січ.           | Лют.           | Бер.           | Квіт.          | Трав.          | Черв.          | Лип.           | Серп.          | Вер.           | Жовт.          | Лист.          | Груд.          | Рік            |
| Абсолютний максимум, °C | 33             | 32             | 33             | 32             | 32             | 35             | 33             | 33             | 33             | 33             | 33             | 32             | 35             |
| Середній максимум, °C   | 28             | 28             | 29             | 29             | 29             | 29             | 30             | 30             | 30             | 30             | 29             | 28             | 29             |
| Середня температура, °C | 27             | 27             | 27             | 27             | 27             | 27             | 27             | 27             | 27             | 27             | 27             | 27             | 27             |
| Середній мінімум, °C    | 25             | 25             | 26             | 25             | 25             | 25             | 24             | 24             | 24             | 24             | 25             | 25             | 25             |
| Абсолютний мінімум, °C  | 20             | 21             | 18             | 21             | 22             | 18             | 20             | 21             | 21             | 21             | 21             | 22             | 18             |
| Норма опадів, мм        | 300            | 260            | 350            | 450            | 500            | 430            | 440            | 410            | 400            | 410            | 410            | 430            | 4840           |
| ----------------------- | -------------- | -------------- | -------------- | -------------- | -------------- | -------------- | -------------- | -------------- | -------------- | -------------- | -------------- | -------------- | -------------- |
| Джерело: Weatherbase    |                |                |                |                |                |                |                |                |                |                |                |                |                |